# 虞授
虞 授（ぐ じゅ、? - 279年）は、中国三国時代の呉の武将・政治家・史学家。字は承卿。揚州会稽郡余姚県の人。虞翻の一族に当たる。

## 生涯
若い頃は、史書や経典を読み漁り、壮大な志を持っていたという。文武の才幹を持ち合わせた者として、奏曹に任命された。
同族の虞汜や薛珝・陶璜らが交阯郡・九真郡・日南郡を取り戻した後に、虞授は広州刺史や広州督を歴任した。平和な時代であっても、自ら死を覚悟するほど仕事に勤しんだという。
天紀3年（279年）、交州で郭馬が反乱が起こした際に、南海太守劉略と共に郭馬に攻められて殺されたという。
虞授は三国時代晩期の易学での集大成的学者であったという。当時の人々は「経典を読むのではなく、虞授の生きざまを見るべし」と評したという。

## 子孫
- 虞基 - 虞授の子。晋の右軍将軍府司馬。
- 虞球 - 字は和琳。虞基の子。晋の黄門侍郎[3]。